# Хуго фон Шьонбург-Валденбург
Хуго фон Шьонбург-Валденбург (на немски: Hugo zu Schönburg-Waldenburg; * 29 август 1822, Валденбург; † 9 юни 1897, Висбаден) е принц на Шьонбург-Валденбург, пруски генерал на инфантерията, командатор на Йоанския орден, господар на дворец Дройсиг в Саксония-Анхалт.

## Биография
Той е вторият син на 2. княз Ото Виктор I фон Шьонбург (1785 – 1859) и съпругата му принцеса Текла фон Шварцбург-Рудолщат (1795 – 1861), дъщеря на княз Лудвиг Фридрих фон Шварцбург-Рудолщат (1767 – 1807) и ландграфиня Каролина фон Хесен-Хомбург (1771 – 1854). Брат е на Ото Фридрих (1819 – 1893), 3. княз на Шьонбург, Георг (1828 – 1900), саксонски генерал на кавалерията и генерал-адютант на краля на Саксония, и Карл Ернст (1836 – 1915), господар на Гауерниц при Майсен и Шварценбах.
Хуго следва от 1843 до 1845 г. в университета в Лайпциг и след това до 1847 г. в университета в Хале. От 1847 г. той е офицер в пруската войска. През 1871 г. е награден с Железния кръст II. класа и става полковник. От 1875 г. е генерал-майор, от 1883 г. генерал-лейтенант и от 1893 г. генерал на инфантерията.
Хуго фон Шьонбург-Валденбург умира на 9 юни 1897 г. във Висбаден на 74 години. Клоновете Шьонбург-Валденбург, Шьонбург-Хартенщайн съществуват до днес като Шьонбург-Глаухау.

## Фамилия
Хуго фон Шьонбург-Валденбург се жени на 29 април 1862 г. в Грайц за принцеса Кристиан Хермина Амалия Луиза Хенриета Ройс-Грайц (* 25 декември 1840, Грайц; † 4 януари 1890, Дройсиг), дъщеря на княз Хайнрих XX Ройс-Грайц (1794 – 1859) и ландграфиня Каролина фон Хесен-Хомбург (1819 – 1872). Те имат четири деца:
- Хайнрих (1863 – 1945), женен I. в Лангенцел на 5 октомври 1898 г. (развод 1920) за принцеса Олга фон Льовенщайн-Вертхайм-Фройденберг (1880 – 1961), II. в замък Шваленбург на 14 юли 1921 г. за принцеса Аделхайд фон Липе-Бистерфелд (1884 – 1963)
- Маргарита (1864 – 1937), омъжена в Дройсиг на 4 октомври 1888 г. за принц Хайнрих фон Шьонайх-Каролат (1852 – 1920)
- Емма (1865 – 1866)
- Елизабет (1867 – 1943)